# 엘름브리지

엘름브리지의 위치

엘름브리지(영어: Elmbridge)는 잉글랜드 서리주에 위치한 비도시 자치구로 중심 도시는 이셔이며 인구는 132,769명(2014년 기준), 면적은 96.3km2이다.